# 列奇察农村居民点
列奇察农村居民点（俄语：Речицкое сельское поселение）是俄罗斯联邦布良斯克州波切普区所属的一个农村居民点。其下辖有4个居民点，行政中心为列奇察。据2015年统计，该农村居民点的人口为2387人。